# Christian Müller
Christian Müller (surge também escrito como Christiaan, (Sankt Andreasberg, 4 de Fevereiro de 1690 – Amsterdão, 8 de Março de 1763) foi um construtor de órgãos holandês, nascido na região da Baixa Saxónia, Alemanha. É notabilizado pela construção do órgão da Igreja de São Bavão, em Haarlem que foi considerado, até à data, como o maior órgão do mundo; a sua reputação viu-se amplificada pelo facto de que vários compositores nele tocaram ao longo dos séculos, incluindo Händel (em 1740), Mendelssohn, e Mozart (em 1766).
Por volta de 1720, Christian Müller mudou-se para Amsterdão, onde se tornou aprendiz na loja de Cornelis Hoornbeeck. Na sequência da morte do seu mestre, em 1722, Müller assegurou a continuidade do estabelecimento, e onde esteve empregado o seu sobrinho Johann Caspar Müller (1697-1746) até 1729. Este último tornou-se conhecido pela reconstrução do órgão Christian Vater, na Oude Kerk, em Amsterdão.
Para além do órgão de Haarlem (1735–38), Müller é reconhecido pela construção de vários instrumentos espalhados por várias localidades nos Países Baixos, destacando-se: o órgão da Igreja Grande de Leeuwarden de 1727, o órgão de 1734 na igreja Waalse Kerk em Amsterdão, o órgão de 1737 da igreja luterana em Zaandam, o órgão de 1756 em Beverwijk, e o órgão de 1762 na igreja Koepelkerk em Alkmaar. 
Após a morte de Christian Müller em 1763, a loja foi tomada pelo aprendiz Johann Heinrich Hartmann Bätz (1709–70) juntamente com o filho de Müller, Pieter (1738 – c.1789). Para além de órgãos, a loja produzia também cravos.